# 俄罗斯形式主义
俄罗斯形式主义（俄语：русский формализм, ОПОЯ́З），是指二十世纪10年代到30年代时期，在俄国盛行的一个有影响的文艺评论流派。
它包含了许多颇具影响的俄国和苏联学者的作品，例如维克托·什克洛夫斯基、提尼雅诺夫、弗拉基米尔·雅可夫列维奇·普罗普、罗曼·雅各布森。其中Grigory Vinokur在1914年至1930年之间确立了诗歌语言文学的独立性和自主性，这给文学评论界带来了一场彻底的革命。俄罗斯形式主义还对结构主义思想家、哲学家们施加了深远的影响，譬如Mikhail Bakhtin和Yuri Lotman。而随着它在结构主义和后结构主义时期的发展，这场运动的成员们对现代文学评论也产生一定的影响力。但是在斯大林执政时期，它被当做用来描述精英艺术的贬义词语。
俄罗斯形式主义是一个多样化的运动，他们发表各自不统一的学说，也对他们所努力的中心目标没有一个广泛的共识。事实上，“俄罗斯形式主义”描述了两个不同的运动：圣彼得堡的诗歌语言研究学会和莫斯科的语言学派。因此，相比较更加概括抽象的“俄罗斯形式主义”而言，用“俄罗斯形式主义者”来表达示显得更为精确。
这个术语“俄罗斯形式主义”首次被使用是来自这场运动的敌对方，所以严格说来，这个词语传达的意思是被他们自己明确反对的。用一个最著名的形式主义者（Boris Eichenbaum）的话来说：“很难记得到底是谁创造了这个名字，但是这的确不是一个很恰当的创造。它作为一个简单的作战口号可能是十分实用的，但是作为一个客观的术语，它没能起到界定诗歌语言研究学会活动范围的功能。”